# Sigolsheim
Sigolsheim era una comuna francesa situada en Alsacia, de la región del Gran Este, que el 1 de enero de 2016 pasó a ser una comuna delegada de la comuna nueva de Kaysersberg-Vignoble al fusionarse con las comunas de Kaysersberg y Kientzheim.

## Demografía
| Gráfica de evolución demográfica de Sigolsheim entre 1800 y 2013 |
|                                                                  |

Los datos demográficos contemplados en este gráfico de la comuna de Sigolsheim se han cogido de 1800 a 1999 de la página francesa EHESS/Cassini, y los demás datos de la página del INSEE.